# Natori (tàu tuần dương Nhật)
Natori (tiếng Nhật: 名取) là một tàu tuần dương hạng nhẹ thuộc lớp Nagara của Hải quân Đế quốc Nhật Bản. Tên của nó được đặt theo sông Kinu trong tỉnh Tochigi của Nhật Bản. Nó từng được sử dụng rộng rãi trong Chiến tranh Thế giới thứ hai và đã bị tàu ngầm Mỹ Hardhead đánh chìm ngày 18 tháng 8 năm 1944 phía Đông đảo Samar thuộc Philippines.

## Thiết kế và chế tạo
Natori là chiếc thứ tư được hoàn tất trong lớp tàu tuần dương hạng nhẹ Nagara, và giống như những chiếc cùng lớp, nó được dự định sử dụng như soái hạm của hải đội tàu khu trục.
Natori được đặt lườn tại xưởng đóng tàu của Mitsubishi tại Nagasaki vào ngày 14 tháng 12 năm 1920. Nó được hạ thủy vào ngày 16 tháng 2 năm 1922 và đưa vào hoạt động ngày 15 tháng 9 năm 1922.

## Lịch sử hoạt động

### Các hoạt động ban đầu
Không lâu sau khi được đưa vào hoạt động, Natori được phân công tuần tra dọc theo bờ biển Trung Quốc. Từ năm 1938, nó đặt căn cứ tại Đài Loan, và hỗ trợ cho việc đổ bộ lực lượng Nhật Bản lên miền Nam Trung Quốc.
Năm 1940, một vụ tranh chấp biên giới giữa Xiêm (Thái Lan) và Đông Dương thuộc Pháp đã phát triển thành một cuộc đối đầu quân sự. Một "Hội nghị ngừng bắn" do Nhật Bản bảo trợ được tổ chức tại Sài Gòn và các tài liệu sơ thảo cho một cuộc ngừng bắn giữa chính phủ Pháp Vichy dưới quyền của Tướng Philippe Pétain và Vương quốc Xiêm được ký kết bên trên chiếc Natori vào ngày 31 tháng 1 năm 1941.

### Giai đoạn mở đầu chiến tranh Thái Bình Dương
Ngày 26 tháng 11 năm 1941, Natori trở thành soái hạm của Hải đội Khu trục 5 dưới quyền chỉ huy của Chuẩn Đô đốc Kenzaburo Hara trực thuộc Hạm đội 3 của Phó Đô đốc Ibo Takahashi và được phân về Đơn vị Tấn công Bất ngờ số 1 của Lực lượng Chiếm đóng Philippine. Vào lúc xảy ra cuộc tấn công Trân Châu Cảng, Natori hộ tống sáu tàu vận tải chuyên chở các đơn vị của Sư đoàn 48 Lục quân từ Mako, Pescadores đến Aparri phía Bắc Luzon. Lực lượng đổ bộ bị ba máy bay ném bom B-17 Flying Fortress thuộc Phi đội 14 Không lực Mỹ tấn công vào ngày 10 tháng 12 năm 1941, làm hư hại nhẹ Natori cùng chiếc tàu khu trục hộ tống Harukaze bởi những quả bom ném suýt trúng. Sau khi được sửa chữa tại Mako, Natori hộ tống 27 tàu vận tải chuyển Trung đoàn Bộ binh 47 của Sư đoàn 48 và Trung đoàn Xe tăng 4 đến vịnh Lingayen vào cuối tháng 12.
Vào ngày 26 tháng 12 năm 1941, Natori được phân về Đơn vị Hộ tống số 2 cùng với tàu tuần dương hạng nhẹ Kashii với nhiệm vụ hộ tống 43 tàu vận tải của Đoàn tàu Vận tải Malaya số 3 đến Singapore.

### Trận chiến eo biển Sunda
Natori được phân các nhiệm vụ hộ tống cho lực lượng chiếm đóng Đông Ấn thuộc Hà Lan, và đã tham gia Trận chiến eo biển Sunda vào ngày 28 tháng 2 năm 1942.
Natori cùng với các tàu khu trục Asakaze của Đội 5, Shirayuki và Hatsuyuki của Đội 11, Shirakumo và Murakumo của Đội 12 và Shiratsuyu của Đội 27 cùng các tàu tuần dương hạng nặng Mikuma và Mogami của Hải đội Tuần Dương 7 được bố trí ở phía Bắc và phía Tây của khu vực đổ bộ. Các tàu tuần dương hạng nhẹ Mỹ USS Houston và HMAS Perth của Australia đã hướng đến Tjilatjap ngang qua eo biển Sunda và tấn công các tàu tàu vận tải Nhật lúc đó chỉ được hộ tống bởi các tàu khu trục Harukaze, Hatakaze và Fubuki. Các tàu khu trục đã tạo ra màn khói che lấp lực lượng tàu vận tải, và Fubuki đã tấn công Houston và Perth bằng ngư lôi.
Lúc 23 giờ 00, Lực lượng Hộ tống số 3 của Natori và các tàu khu trục của nó đã đến nơi cùng với Lực lượng Hỗ trợ phía Tây bao gồm Mogami, Mikuma và tàu khu trục Shikinami. Shiratsuyu đã khai hỏa vào các tàu chiến Đồng Minh. Sau đó, Natori cùng với Hatsuyuki và Shirayuki cũng khai hỏa và nhanh chóng thu ngắn khoảng cách với đối phương. Lúc 23 giờ 08 phút, các tàu tuần dương Đồng Minh chuyển hướng sang Đông Bắc trong khi Natori và các tàu khu trục hướng sang Đông Nam trong đội hình ba cột. Từ 23 giờ 10 phút đến 23 giờ 19 phút, chúng đã phóng tổng cộng 28 ngư lôi về phía lực lượng Đồng Minh; trong khi hỏa lực pháo của Perth đã gây hư hại bánh lái của Harukaze và cầu tàu của Shirayuki.
Lúc 23 giờ 19 phút, Mikuma và Mogami mỗi chiếc đã phóng sáu ngư lôi Kiểu 93 "Long Lance" nhắm vào Perth từ khoảng cách 8,5 km (9.300 yard) và khai hỏa dàn pháo chính từ khoảng cách 11 km (12.000 yard), được hỗ trợ bởi đèn pha từ các tàu khu trục. Lúc 23 giờ 27 phút, Mogami phóng sáu ngư lôi "Long Lance" nhắm vào Houston. Chúng đều bị trượt, nhưng lại trúng phải các tàu vận tải Lục quân Sakura Maru, Horai Maru, Tatsuno Maru và tàu vận tải Ryujo Maru của Tổng Tư lệnh lực lượng đổ bộ, Tư lệnh Tập đoàn quân 16 Lục quân Nhật, Trung tướng Hitoshi Imamura.
Lúc 23 giờ 26 phút, Harukaze và Hatakaze phóng ngư lôi; và đến 23 giờ 30 phút, Shirakumo và Murakumo cũng phóng ngư lôi. Tổng cộng, phía Nhật Bản đã phóng khoảng 90 ngư lôi trong trận này. Lúc này đã sắp hết đạn, Perth di chuyển với tốc độ 52 km/h (28 knot) khi một quả ngư lôi đánh trúng phòng động cơ phía trước. Thêm hai quả ngư lôi khác đánh trúng hầm đạn phía trước và phía sau bên dưới tháp pháo "X", và sau khi một quả ngư lôi thứ tư trúng đích, nó chìm cách St. Nicholas Point 5,5 km (3 hải lý) về hướng Đông Đông Bắc ở tọa độ 05°48′42″N 106°07′52″Đ / 5,81167°N 106,13111°Đ. Lúc 00 giờ 45 phút, Houston chìm ở tọa độ 05°48′45″N 106°07′55″Đ / 5,8125°N 106,13194°Đ.
Ngày 10 tháng 3 năm 1942, Natori được phân về Hải đội Tuần dương 16 cùng với tàu tuần dương hạng nhẹ Nagara. Sau khi hoàn tất việc chiếm đóng Java, Natori tham gia trận chiến đảo Christmas. Tại đảo Christmas vào ngày 1 tháng 4 năm 1942, tàu ngầm Mỹ Seawolf phóng ba quả ngư lôi nhắm vào Natori nhưng tất cả đều bị trượt. Tàu tuần dương Naka không được may mắn như vậy, khi một quả ngư lôi đánh trúng mạn phải gần phòng nồi hơi số 1, và phải được Natori kéo về vịnh Bantam.
Vào tháng 4, Natori được phân công tuần tra trong khu vực biển Java, và kéo dài cho đến tháng 6. Sau một đợt tái trang bị tại Maizuru, Natori quay trở lại tuần tra vùng biển Java và biển Timor cho đến tháng 12, ngắt quãng bởi những chuyến đi đến Mergui thuộc Miến Điện, Penang, Singapore và Davao. Vào ngày 21 tháng 12 năm 1942, Natori chuyển một đơn vị Lực lượng Đổ bộ Đặc biệt Hải quân đến Hollandia, New Guinea.
Ngày 9 tháng 1 năm 1943, tại vị trí cách 33 km (18 hải lý) về phía Tây Nam Ambon, Natori bị tàu ngầm USS Tautog phát hiện ở khoảng cách 2.700 m (3.000 m). Tautog phóng hai ngư lôi trúng vào đuôi chiếc Natori, cắt rời bánh lái của nó. Vài phút sau đó, khi Natori tiếp tục di chuyển với tốc độ chậm lại, Tautog phóng thêm hai quả ngư lôi, nhưng chúng đều bị trượt hoặc tịt ngòi và Natori tìm cách thoát được.

### Tái trang bị
Ngày 21 tháng 1 năm 1943, trong khi ở lại Ambon, Natori bị hư hại bởi một quả bom 227 kg (500 lb) suýt trúng phóng ra từ một máy bay ném bom Consolidated Aircraft B-24 Liberator thuộc Phi đội 319 của Liên đội Ném bom 90. Quả bom đã gây hư hại lớp vỏ thép và làm ngập nước phòng nồi hơi số 2. Natori rời Ambon ngày hôm đó đi đến Makassar để sửa chữa, nhưng công việc sửa chữa không thành công, nên nó buộc phải tiếp tục đi đến Căn cứ hải quân Seletar tại Singapore. Công việc sửa chữa chỉ hoàn tất vào ngày 24 tháng 5 năm 1943, nhưng đến lúc này người ta quyết định gửi Natori quay trở về Nhật Bản để sửa chữa và hiện đại hóa.
Tại xưởng hải quân Maizuru, các tháp pháo 140 mm số 5 và số 7 của Natori được tháo bỏ cùng với máy phóng và sàn máy bay. Một khẩu đội 127 mm Kiểu 89 nòng đôi được trang bị cùng với hai khẩu đội phòng không 25 mm Kiểu 96 ba nòng. Việc này đã nâng tổng số súng phòng không 25 mm của Natori lên 14 nòng súng (2x3, 2x2, 4x1). Một bộ radar dò tìm không trung Kiểu 21 cũng được trang bị, cũng như là một bộ dò âm dưới nước được gắn trước mũi. Các công việc sửa chữa và hiện đại hóa được hoàn tất vào ngày 1 tháng 4 năm 1944, và Natori trở thành soái hạm của Hải đội Khu trục 3 thuộc Hạm đội Trung tâm Thái Bình Dương.

### Các hoạt động tại Philippines
Vào ngày 5 tháng 6 năm 1944, Natori nhận lên tàu các đơn vị Lục quân Đế quốc Nhật Bản từ Kure, Hiroshima và chuyển đến Davao, Mindanao, nơi nó tiếp tục vận chuyển những đơn vị khác đến Palau, đến nơi vào ngày 17 tháng 6 năm 1944, trước ngày diễn ra trận chiến biển Philippine. Natori ở lại Davao từ cuối tháng 6 đến tháng 8 như một tàu phòng hộ.
Ngày 20 tháng 7 năm 1944, tàu ngầm Mỹ Bluegill tuần tra ngoài khơi Davao đã phát hiện ra Natori đang di chuyển với vận tốc 48 km/h (26 knot), nhưng không thể tiếp cận một vị trí thuận lợi để tấn công. Natori đi đến Palau ngày 21 tháng 7 năm 1944 để giúp di tản 800 "phụ nữ giải trí" người Nhật và người Hàn Quốc đến Davao.
Ngày 18 tháng 8 năm 1944, ở khoảng cách 370 km (200 hải lý) về phía Đông đảo Samar, Natori tháp tùng tàu vận tải T.3 đi đến Palau khi nó bị tàu ngầm Mỹ Hardhead phát hiện về phía Đông eo biển San Bernardino. USS Hardhead nhầm mục tiêu là một thiết giáp hạm và đã tiếp cận để tấn công trên mặt nước. Một quả trong loạt năm quả ngư lôi Mark 23 đầu tiên phóng ở khoảng cách 2,5 km (2.800 yard) trúng phải phòng nồi hơi bên mạn trái của Natori, khiến nó chết đứng giữa biển. Sau đó nó trúng phải một quả nữa trong loạt bốn quả ngư lôi Mark 18 thứ hai ở giữa tàu bên mạn phải.
Lúc 07 giờ 04 phút, Natori chìm tại tọa độ 12°29′B 128°49′Đ / 12,483°B 128,817°Đ, mang theo nó 330 thành viên thủy thủ đoàn bao gồm Thuyền trưởng Kubota. Các tàu khu trục Uranami và Kiyoshimo vớt được 194 người sống sót, và tàu ngầm Mỹ USS Stingray vớt thêm bốn người sống sót trên một bè cao su. Đến ngày 12 tháng 9 năm 1944, gần một tháng sau khi chiếc tàu tuần dương bị đánh chìm, tàu khu trục USS Marshall bắt được một bè cứu sinh với 44 người khác còn sống sót của chiếc Natori.
Natori được rút khỏi danh sách Đăng bạ Hải quân vào ngày 10 tháng 10 năm 1944.

## Danh sách thuyền trưởng
- Yoshichika Fukushima (sĩ quan trang bị trưởng): 16 tháng 2 năm 1922 - 15 tháng 9 năm 1922
- Yoshichika Fukushima: 15 tháng 9 năm 1922 - 1 tháng 12 năm 1922
- Minoru Morita: 1 tháng 12 năm 1922 - 20 tháng 11 năm 1923
- Taizo Ogura: 20 tháng 11 năm 1923 - 1 tháng 12 năm 1924
- Shiro Inoue: 1 tháng 12 năm 1924 - 20 tháng 11 năm 1925
- Keiji Mizuki: 20 tháng 11 năm 1925 - 1 tháng 11 năm 1926
- Keiichi Ichikizaki: 1 tháng 11 năm 1926 - 1 tháng 12 năm 1926
- Chuza Matsumoto: 1 tháng 12 năm 1926 - 20 tháng 8 năm 1927
- Takehiko Tsuda: 20 tháng 8 năm 1927 - 15 tháng 11 năm 1927
- Jugoro Arichi: 15 tháng 11 năm 1927 - 1 tháng 8 năm 1928
- Toshiu Higurashi: 1 tháng 8 năm 1928 - 10 tháng 12 năm 1928
- Kenichi Sada: 10 tháng 12 năm 1928 - 30 tháng 11 năm 1929
- Yoshiro Koyama: 30 tháng 11 năm 1929 - 1 tháng 12 năm 1930
- Taichi Miki: 1 tháng 12 năm 1930 - 5 tháng 4 năm 1931
- Kurayoshi Hoshino: 5 tháng 4 năm 1931 - 1 tháng 12 năm 1931
- Michimoto Nakayama: 1 tháng 12 năm 1931 - 10 tháng 6 năm 1932
- Terumichi Goto: 10 tháng 6 năm 1932 - 1 tháng 12 năm 1932
- Matsukichi Matsuki: 1 tháng 12 năm 1932 - 15 tháng 11 năm 1933
- Eijiro Matsuura: 15 tháng 11 năm 1933 - 15 tháng 11 năm 1934
- Fukuji Kishi: 15 tháng 11 năm 1934 - 15 tháng 11 năm 1935
- Masao Okamura: 15 tháng 11 năm 1935 - 1 tháng 12 năm 1936
- Yoshimasa Nakahara: 1 tháng 12 năm 1936 - 10 tháng 11 năm 1937
- Hachiro Nakao: 10 tháng 11 năm 1937 - 5 tháng 12 năm 1938
- Takeo Aruga: 5 tháng 12 năm 1938 - 28 tháng 9 năm 1939
- Hiroshi Matsubara: 28 tháng 9 năm 1939 - 15 tháng 11 năm 1940
- Teijiro Yamazumi: 15 tháng 11 năm 1940 - 28 tháng 7 năm 1941
- Seigo Sasaki: 28 tháng 7 năm 1941 - 1 tháng 7 năm 1942
- Toshihira Inoguchi: 1 tháng 7 năm 1942 - 20 tháng 1 năm 1943
- Mitsuharu Ueda: 20 tháng 1 năm 1943 - 20 tháng 7 năm 1943
- Yasuji Hirai: 20 tháng 7 năm 1943 - 18 tháng 3 năm 1944
- Toshi Kubota: 18 tháng 3 năm 1944 - 18 tháng 8 năm 1944 (tử trận – được truy phong Chuẩn Đô đốc)